# Lai Choi San
Lai Choi San (Velstandens bjerg) var en kinesisk pirat fra det 20. århundrede. Den eneste dokumentation for hendes eksistens er bogen, I Sailed With Pirates (Jeg sejlede med pirater) af Aleko Lilius, udgivet i 1931, hvor hun hævdes at være den mest magtfulde og velkendte kvindelige piratleder i kinesisk historie, som måske kun blev rivaliseret af Ching Shih fra det forrige århundrede.

## Liv og gerning
Hun ledede en flåde på omkring 12 djunker i området ved Macao og i det Sydkinesiske Hav i 1920'erne og 1930'erne. Selvom hendes flåde var baseret i Sydkinesiske Hav, besøgte hun det Østkinesiske Hav og undertiden Suluhavet nær Palawan i Filippinerne.
Laoi Choi San var en af flere pirater, som Lilius hævder at have rejst med i slutningen af 1920'erne. Lilius beskriver hendes flåde som "tolv glatløbede våben, middelalderlige kanoner ombord og to temmelig moderne. Langs djunkens bastioner blev boltet rækker af tunge jernplader". Hendes besætningsmedlemmer benævnes ladroner (pirater, sørøvere) af portugiserne og, ifølge Lilius, var "alle frygtelige fæller, muskuløse barskede mænd, der havde brede hatte og bundet røde tørklæder rundt om halsen og hovederne". Lai Choi San er blevet omtalt som en kvindelig "Robin Hood" -figur, men hun og hendes besætning blev ofte betalt beskyttelsespenge af lokale købmænd og opererede med ringe indblanding fra hverken portugisiske eller kinesiske myndigheder efter, at hun havde arvet flåden fra sin fader ved hans død.

## Indflydelse på kultur
I Arthur Ransomes ungdomsroman Missee Lee, henlagt til de sydkinesiske havområder, er titelrollen givet til en person, der deler mange af Lai Choi Sans træk. Missee Lee, som leder en flåde af væbnede djunker bemandede af muskuløse kinesiske pirater, både kidnapper og redder derefter de heroiske engelske børn, der sejler i området.
Lai Choi San var også modellen for Dragon Lady, en af de største skurke, der optrådte i tegneserie-, radio- og tv-serien Terry and the Pirates. Seriens skaberen Milton Caniff hævdede senere at have været inspireret af at læse en historie om hende. Karakteren skabte en arketype, hvis person sædvanligvis er portrætteret som en smuk, men koldhjertet skurkinde som optræder i senere populærkultur. I bogen "Los Futbolisímos" af Roberto Santiago, bruger en spansk tyvagtig pige, der hedder Almudena García, Laoi Chai Sans navn som et pseudonym.